# 2017-es WEC bahreini 6 órás verseny
| Pályarajz | Pályarajz               | Pályarajz                                          |
| --------- | ----------------------- | -------------------------------------------------- |
|           |                         |                                                    |
| Győztesek |                         |                                                    |
| Kategória | Csapat                  | Versenyzők                                         |
| LMP1      | #8 Toyota Gazoo Racing  | Anthony Davidson Sébastien Buemi Nakadzsima Kazuki |
| LMP2      | #31 Vaillante Rebellion | Julien Canal Nicolas Prost Bruno Senna             |
| LMGTE Pro | #71 AF Corse            | Davide Rigon Sam Bird                              |
| LMGTE Am  | #98 Aston Martin Racing | Paul Dalla Lana Pedro Lamy Mathias Lauda           |

A 2017-es WEC bahreini 6 órás verseny a Hosszútávú-világbajnokság 2017-es szezonjának kilencedik és egyben utolsó futama volt, amelyet november 16. és november 18. között tartottak meg. A fordulót Anthony Davidson Sébastien Buemi és Nakadzsima Kazuki triója nyerte meg, akik a hibridhajtású Toyota Gazoo Racing csapatának versenyautóját vezették.

## Időmérő
A kategóriák leggyorsabb versenyzői vastaggal vannak kiemelve.
| Poz. | Kategória | Csapat                        | Átlagidő   | Különbség | Rajthely |
| ---- | --------- | ----------------------------- | ---------- | --------- | -------- |
| 1.   | LMP1      | #1 Porsche LMP Team           | 1:39,383   |           | 1        |
| 2.   | LMP1      | #7 Toyota Gazoo Racing        | 1:39,646   | +0,263    | 2        |
| 3.   | LMP1      | #2 Porsche LMP Team           | 1:40,011   | +0,628    | 3        |
| 4.   | LMP1      | #8 Toyota Gazoo Racing        | 1:40,774   | +1,391    | 4        |
| 5.   | LMP2      | #36 Signatech Alpine Matmut   | 1:47,227   | +7,844    | 5        |
| 6.   | LMP2      | #38 Jackie Chan DC Racing     | 1:47,612   | +8,229    | 6        |
| 7.   | LMP2      | #31 Vaillante Rebellion       | 1:47,721   | +8,338    | 7        |
| 8.   | LMP2      | #26 G-Drive Racing            | 1:47,989   | +8,606    | 8        |
| 9.   | LMP2      | #25 CEFC Manor TRS Racing     | 1:48,176   | +8,793    | 9        |
| 10.  | LMP2      | #24 CEFC Manor TRS Racing     | 1:48,373   | +8,991    | 10       |
| 11.  | LMP2      | #28 TDS Racing                | 1:48,386   | +9,003    | 11       |
| 12.  | LMP2      | #13 Vaillante Rebellion       | 1:48,387   | +9,004    | 12       |
| 13.  | LMP2      | #37 Jackie Chan DC Racing     | 1:49,102   | +9,719    | 13       |
| 14.  | LMGTE Pro | #71 AF Corse                  | 1:56,033   | +16,650   | 14       |
| 15.  | LMGTE Pro | #97 Aston Martin Racing       | 1:56,372   | +16,989   | 15       |
| 16.  | LMGTE Pro | #67 Ford Chip Ganassi Team UK | 1:56,463   | +17,080   | 16       |
| 17.  | LMGTE Pro | #51 AF Corse                  | 1:56,881   | +17,498   | 17       |
| 18.  | LMGTE Pro | #95 Aston Martin Racing       | 1:57,019   | +17,636   | 18       |
| 19.  | LMGTE Pro | #91 Porsche GT Team           | 1:57,516   | +18,133   | 19       |
| 20.  | LMGTE Pro | #92 Porsche GT Team           | 1:57,522   | +18,139   | 20       |
| 21.  | LMGTE Am  | #98 Aston Martin Racing       | 2:00,111   | +20,728   | 21       |
| 22.  | LMGTE Am  | #61 Clearwater Racing         | 2:00,285   | +20,902   | 22       |
| 23.  | LMGTE Am  | #77 Dempsey-Proton Racing     | 2:00,395   | +21,012   | 23       |
| 24.  | LMGTE Am  | #54 Spirit of Race            | 2:01,352   | +21,969   | 24       |
| 25.  | LMGTE Pro | #66 Ford Chip Ganassi Team UK | 1:57,588   | +18,205   | 25       |
| 26.  | LMGTE Am  | #86 Gulf Racing UK            | idő nélkül |           | 26       |

## Verseny
A résztvevőknek legalább a versenytáv 70%-át (139 kört) teljesíteniük kellett ahhoz, hogy az elért eredményüket értékeljék. A kategóriák leggyorsabb versenyzői vastaggal vannak kiemelve.
| Helyezés | Kategória | #  | Csapat                    | Versenyzők                                              | Kasztni                       | Gumi | Kör | Idő/Hátrány/Kiesés |
| Helyezés | Kategória | #  | Csapat                    | Versenyzők                                              | Motor                         | Gumi | Kör | Idő/Hátrány/Kiesés |
| -------- | --------- | -- | ------------------------- | ------------------------------------------------------- | ----------------------------- | ---- | --- | ------------------ |
| 1.       | LMP1      | 8  | Toyota Gazoo Racing       | Anthony Davidson Sébastien Buemi Nakadzsima Kazuki      | Toyota TS050 Hybrid           | M    | 199 | 6:01:26,294        |
| 1.       | LMP1      | 8  | Toyota Gazoo Racing       | Anthony Davidson Sébastien Buemi Nakadzsima Kazuki      | Toyota 2.4 L Turbo V6         | M    | 199 | 6:01:26,294        |
| 2.       | LMP1      | 2  | Porsche LMP Team          | Timo Bernhard Earl Bamber Brendon Hartley               | Porsche 919 Hybrid            | M    | 198 | +1 kör             |
| 2.       | LMP1      | 2  | Porsche LMP Team          | Timo Bernhard Earl Bamber Brendon Hartley               | Porsche 2.0 L Turbo V4        | M    | 198 | +1 kör             |
| 3.       | LMP1      | 1  | Porsche LMP Team          | Neel Jani Nick Tandy André Lotterer                     | Porsche 919 Hybrid            | M    | 198 | +1 kör             |
| 3.       | LMP1      | 1  | Porsche LMP Team          | Neel Jani Nick Tandy André Lotterer                     | Porsche 2.0 L Turbo V4        | M    | 198 | +1 kör             |
| 4.       | LMP1      | 7  | Toyota Gazoo Racing       | Mike Conway Kobajasi Kamui José María López             | Toyota TS050 Hybrid           | M    | 196 | +3 kör             |
| 4.       | LMP1      | 7  | Toyota Gazoo Racing       | Mike Conway Kobajasi Kamui José María López             | Toyota 2.4 L Turbo V6         | M    | 196 | +3 kör             |
| 5.       | LMP2      | 31 | Vaillante Rebellion       | Julien Canal Nicolas Prost Bruno Senna                  | Oreca 07                      | D    | 186 | +13 kör            |
| 5.       | LMP2      | 31 | Vaillante Rebellion       | Julien Canal Nicolas Prost Bruno Senna                  | Gibson GK428 4.2 L V8         | D    | 186 | +13 kör            |
| 6.       | LMP2      | 38 | Jackie Chan DC Racing     | Ho-Pin Tung Oliver Jarvis Thomas Laurent                | Oreca 07                      | D    | 186 | +13 kör            |
| 6.       | LMP2      | 38 | Jackie Chan DC Racing     | Ho-Pin Tung Oliver Jarvis Thomas Laurent                | Gibson GK428 4.2 L V8         | D    | 186 | +13 kör            |
| 7.       | LMP2      | 13 | Vaillante Rebellion       | Mathias Beche David Heinemeier Hansson Nelson Piquet Jr | Oreca 07                      | D    | 185 | +14 kör            |
| 7.       | LMP2      | 13 | Vaillante Rebellion       | Mathias Beche David Heinemeier Hansson Nelson Piquet Jr | Gibson GK428 4.2 L V8         | D    | 185 | +14 kör            |
| 8        | LMP2      | 36 | Signatech Alpine Matmut   | Nicolas Lapierre Gustavo Menezes André Negrão           | Alpine A470                   | D    | 185 | +14 kör            |
| 8        | LMP2      | 36 | Signatech Alpine Matmut   | Nicolas Lapierre Gustavo Menezes André Negrão           | Gibson GK428 4.2 L V8         | D    | 185 | +14 kör            |
| 9.       | LMP2      | 25 | CEFC Manor TRS Racing     | Roberto González Simon Trummer Vitalij Petrov           | Oreca 07                      | D    | 185 | +14 kör            |
| 9.       | LMP2      | 25 | CEFC Manor TRS Racing     | Roberto González Simon Trummer Vitalij Petrov           | Gibson GK428 4.2 L V8         | D    | 185 | +14 kör            |
| 10.      | LMP2      | 24 | CEFC Manor TRS Racing     | Matt Rao Ben Hanley Jean-Éric Vergne                    | Oreca 07                      | D    | 185 | +14 kör            |
| 10.      | LMP2      | 24 | CEFC Manor TRS Racing     | Matt Rao Ben Hanley Jean-Éric Vergne                    | Gibson GK428 4.2 L V8         | D    | 185 | +14 kör            |
| 11.      | LMP2      | 26 | G-Drive Racing            | Roman Ruszinov Léo Roussel Loïc Duval                   | Oreca 07                      | D    | 184 | +15 kör            |
| 11.      | LMP2      | 26 | G-Drive Racing            | Roman Ruszinov Léo Roussel Loïc Duval                   | Gibson GK428 4.2 L V8         | D    | 184 | +15 kör            |
| 12.      | LMP2      | 37 | Jackie Chan DC Racing     | David Cheng Alex Brundle Tristan Gommendy               | Oreca 07                      | D    | 183 | +16 kör            |
| 12.      | LMP2      | 37 | Jackie Chan DC Racing     | David Cheng Alex Brundle Tristan Gommendy               | Gibson GK428 4.2 L V8         | D    | 183 | +16 kör            |
| 13.      | LMP2      | 28 | TDS Racing                | François Perrodo Matthieu Vaxivière Emmanuel Collard    | Oreca 07                      | D    | 182 | +17 kör            |
| 13.      | LMP2      | 28 | TDS Racing                | François Perrodo Matthieu Vaxivière Emmanuel Collard    | Gibson GK428 4.2 L V8         | D    | 182 | +17 kör            |
| 14.      | LMGTE Pro | 71 | AF Corse                  | Davide Rigon Sam Bird                                   | Ferrari 488 GTE               | M    | 175 | +24 kör            |
| 14.      | LMGTE Pro | 71 | AF Corse                  | Davide Rigon Sam Bird                                   | Ferrari F154CB 3.9 L Turbo V8 | M    | 175 | +24 kör            |
| 15.      | LMGTE Pro | 51 | AF Corse                  | James Calado Alessandro Pier Guidi                      | Ferrari 488 GTE               | M    | 175 | +24 kör            |
| 15.      | LMGTE Pro | 51 | AF Corse                  | James Calado Alessandro Pier Guidi                      | Ferrari F154CB 3.9 L Turbo V8 | M    | 175 | +24 kör            |
| 16.      | LMGTE Pro | 67 | Ford Chip Ganassi Team UK | Andy Priaulx Harry Tincknell                            | Ford GT                       | M    | 174 | +25 kör            |
| 16.      | LMGTE Pro | 67 | Ford Chip Ganassi Team UK | Andy Priaulx Harry Tincknell                            | Ford EcoBoost 3.5 L Turbo V6  | M    | 174 | +25 kör            |
| 17.      | LMGTE Pro | 91 | Porsche GT Team           | Richard Lietz Frédéric Makowiecki                       | Porsche 911 RSR               | M    | 174 | +25 kör            |
| 17.      | LMGTE Pro | 91 | Porsche GT Team           | Richard Lietz Frédéric Makowiecki                       | Porsche 4.0 L Flat-6          | M    | 174 | +25 kör            |
| 18.      | LMGTE Pro | 66 | Ford Chip Ganassi Team UK | Stefan Mücke Olivier Pla                                | Ford GT                       | M    | 170 | +25 kör            |
| 18.      | LMGTE Pro | 66 | Ford Chip Ganassi Team UK | Stefan Mücke Olivier Pla                                | Ford EcoBoost 3.5 L Turbo V6  | M    | 170 | +25 kör            |
| 19.      | LMGTE Pro | 97 | Aston Martin Racing       | Darren Turner Jonathan Adam                             | Aston Martin V8 Vantage GTE   | D    | 174 | +25 kör            |
| 19.      | LMGTE Pro | 97 | Aston Martin Racing       | Darren Turner Jonathan Adam                             | Aston Martin 4.5 L V8         | D    | 174 | +25 kör            |
| 20.      | LMGTE Pro | 95 | Aston Martin Racing       | Nicki Thiim Marco Sørensen                              | Aston Martin V8 Vantage GTE   | D    | 174 | +26 kör            |
| 20.      | LMGTE Pro | 95 | Aston Martin Racing       | Nicki Thiim Marco Sørensen                              | Aston Martin 4.5 L V8         | D    | 174 | +26 kör            |
| 21.      | LMGTE Am  | 98 | Aston Martin Racing       | Paul Dalla Lana Pedro Lamy Mathias Lauda                | Aston Martin V8 Vantage GTE   | D    | 170 | +29 kör            |
| 21.      | LMGTE Am  | 98 | Aston Martin Racing       | Paul Dalla Lana Pedro Lamy Mathias Lauda                | Aston Martin 4.5 L V8         | D    | 170 | +29 kör            |
| 22.      | LMGTE Am  | 61 | Clearwater Racing         | Weng Sun Mok Sava Kejta Matt Griffin                    | Ferrari 488 GTE               | M    | 170 | +29 kör            |
| 22.      | LMGTE Am  | 61 | Clearwater Racing         | Weng Sun Mok Sava Kejta Matt Griffin                    | Ferrari F154CB 3.9 L Turbo V8 | M    | 170 | +29 kör            |
| 23.      | LMGTE Am  | 54 | Spirit of Race            | Thomas Flohr Francesco Castellacci Miguel Molina        | Ferrari 488 GTE               | M    | 169 | +30 kör            |
| 23.      | LMGTE Am  | 54 | Spirit of Race            | Thomas Flohr Francesco Castellacci Miguel Molina        | Ferrari F154CB 3.9 L Turbo V8 | M    | 169 | +30 kör            |
| 24.      | LMGTE Am  | 77 | Dempsey-Proton Racing     | Christian Ried Matteo Cairoli Marvin Dienst             | Porsche 911 RSR               | D    | 164 | +30 kör            |
| 24.      | LMGTE Am  | 77 | Dempsey-Proton Racing     | Christian Ried Matteo Cairoli Marvin Dienst             | Porsche 4.0 L Flat-6          | D    | 164 | +30 kör            |
| 25.      | LMGTE Am  | 86 | Gulf Racing UK            | Michael Wainwright Ben Barker Nick Foster               | Porsche 911 RSR               | D    | 165 | +36 kör            |
| 25.      | LMGTE Am  | 86 | Gulf Racing UK            | Michael Wainwright Ben Barker Nick Foster               | Porsche 4.0 L Flat-6          | D    | 165 | +36 kör            |
| Hn       | LMGTE Pro | 92 | Porsche GT Team           | Michael Christensen Kévin Estre                         | Porsche 911 RSR               | M    | 84  |                    |
| Hn       | LMGTE Pro | 92 | Porsche GT Team           | Michael Christensen Kévin Estre                         | Porsche 4.0 L Flat-6          | M    | 84  |                    |

## A világbajnokság végeredménye
LMP (Teljes táblázat)
| H  | Versenyzők                                | Pont  | H  | Konstruktőrök | Pont  |
| -- | ----------------------------------------- | ----- | -- | ------------- | ----- |
| 1. | Timo Bernhard Earl Bamber Brendon Hartley | 208   | 1. | Porsche       | 337   |
| 2. | Sébastien Buemi Nakadzsima Kazuki         | 183   | 2. | Toyota        | 286,5 |
| 3. | Anthony Davidson                          | 168   | 3. | '             |       |
| 4. | Neel Jani Nick Tandy André Lotterer       | 129   |    |               |       |
| 5. | Mike Conway Kobajasi Kamui                | 103,5 |    |               |       |

GT (Teljes táblázat)
| H  | Versenyzők                         | Pont  | H  | Konstruktőrök | Pont  |
| -- | ---------------------------------- | ----- | -- | ------------- | ----- |
| 1. | James Calado Alessandro Pier Guidi | 153   | 1. | Ferrari       | 305   |
| 2. | Richard Lietz Frédéric Makowiecki  | 145   | 2. | Ford          | 237,5 |
| 3. | Andy Priaulx Harry Tincknell       | 142,5 | 3. | Porsche       | 223,5 |
| 4. | Davide Rigon                       | 139,5 | 4. | Aston Martin  | 207   |
| 5. | Sam Bird                           | 139   |    |               |       |

LMP2 (Teljes táblázat)
| H  | Versenyzők                               | Pont | H  | Konstruktőrök           | Pont |
| -- | ---------------------------------------- | ---- | -- | ----------------------- | ---- |
| 1. | Julien Canal Bruno Senna                 | 186  | 1. | #31 Vaillante Rebellion | 186  |
| 2. | Ho-Pin Tung Oliver Jarvis Thomas Laurent | 175  | 2. | Jackie Chan DC Racing   | 175  |
| 3. | Nicolas Prost                            | 168  | 3. | Signatech Alpine Matmut | 151  |
| 4. | Gustavo Menezes                          | 151  | 4. | #13 Vaillante Rebellion | 85   |
| 5. | André Negrão                             | 132  | 5. | CEFC Manor TRS Racing   | 83   |

LMGTE Am (Teljes táblázat)
| H  | Versenyzők                                  | Pont | H  | Konstruktőrök         | Pont |
| -- | ------------------------------------------- | ---- | -- | --------------------- | ---- |
| 1. | Paul Dalla Lana Pedro Lamy Mathias Lauda    | 192  | 1. | Aston Martin Racing   | 195  |
| 2. | Christian Ried Matteo Cairoli Marvin Dienst | 168  | 2. | Clearwater Racing     | 179  |
| 3. | Weng Sun Mok Sava Kejta Matt Griffin        | 165  | 3. | Dempsey-Proton Racing | 174  |
| 4. | Thomas Flohr Francesco Castellacci          | 109  | 4. | Spirit of Race        | 117  |
| 5. | Miguel Molina                               | 97   | 5. | Gulf Racing           | 101  |